# Arie Kleijwegt
Arie Kleijwegt (Rotterdam, 6 februari 1921 – Baarn, 3 maart 2001) was een Nederlands journalist en presentator.
Hij begon zijn journalistieke loopbaan in 1940 als jongste verslaggever bij de Schiedamse Courant, maar moest al snel onderduiken om aan tewerkstelling in Duitsland te ontkomen. Na de bevrijding van het zuiden in 1944 wist hij Eindhoven te bereiken, waar hij redacteur werd bij Radio Herrijzend Nederland.
Kleijwegt wilde eigenlijk bij de marine, maar bleef uiteindelijk bij de radio. Via vriend en collega Jan de Troye kwam hij bij de VARA. Samen met Henk van Stipriaan vormden zij jarenlang de kern van de actualiteitenrubriek Dingen van de dag. Radioverslaggevers in de jaren vijftig moesten allround zijn, en zo kon het gebeuren dat Kleijwegt in één week in 1953 zowel de winst van Kees Broekman bij het EK schaatsen als de Watersnood versloeg.
In 1960 stapte Kleijwegt over naar de televisie, om de actualiteitenrubriek Achter het Nieuws op te zetten. Hij bleef ook als verslaggever actief. Zo was hij in 1963 tijdens de barre Twaalfde Elfstedentocht in Bartlehiem om de doorkomst te verslaan. "Grauwer, guurder en onaangenamer heb ik het daarna in mijn leven niet meer gehad." Aan zijn gedenkwaardige verslag dankte hij tweeëntwintig jaar later de benoeming tot ereburger van het Friese gehucht.
Ook in 1963 werd hij directeur televisie van de VPRO. Daar maakte hij roerige jaren mee: de vrijzinnige dominees maakten plaats voor linkse, geëngageerde programmamakers. Veel van de VPRO-programma's uit zijn tijd deden veel stof opwaaien, met name de shows rond Fred Haché en Barend Servet. Alhoewel Kleijwegt een opvliegende man kon zijn liet hij zijn collega's meestal hun gang gaan, waardoor de VPRO een belangrijke rol kon spelen in de roerige jaren zeventig. Hij geldt als de bedenker van het geruchtmakende televisieprogramma Hoepla en het actualiteitenprogramma Het Gebouw.
Kleijwegt ging met pensioen in 1983 en werd opgevolgd door Roelof Kiers. Daarna presenteerde hij een tijdlang het programma Met het Oog op Morgen en had hij een wekelijkse column in het zondagochtendprogramma OVT, waarin hij graag mocht uithalen naar gevestigde historici als Loe de Jong. De laatste had ooit een verkeerde datum vermeld van de bevrijding van Eindhoven. Toen Kleijwegt verder speurde bleek dat De Jong stelselmatig al zijn bronnen foutief had bewerkt, zodat zijn foute datum overeind zou blijven. Op zondag 29 juni 1997 sprak hij zijn tweehonderdste column uit. Ter gelegenheid daarvan verscheen een cd met fragmenten van zijn verslaggeverswerk uit de jaren vijftig en zijn commentaar daarop, veertig jaar later.
Arie Kleijwegt overleed op 80-jarige leeftijd na een langdurige ziekte. Hij werd begraven op de Amsterdamse begraafplaats Zorgvlied. Hij was getrouwd met achtereenvolgens Do d'Angremond, Netty Rosenfeld en Merel Laseur, was de vader van drie zonen (Jaap-Willem, Ewoud en Martijn), twee dochters: de journalisten Margalith en Ariane Kleijwegt en grootvader van journalist Roy Kleijwegt.

## Media
- Arie Kleijwegt, afscheid van een radioman (cd) 1997